# Icsidzsó Maszako
Sóken japán császárné (昭憲皇后 Sóken-kógó) (1849. május 9. – 1914. április 9.), szintén ismert mint Özvegy Sóken császárné (昭憲皇太后 Sóken-kótaigó), Meidzsi japán császár hitvese volt.

## Élete
Született Icsidzsó Maszako (一条勝子 Icsidzsó Maszako), Icsidzsó Tadaka harmadik lánya, a Jobboldal hivatalos Minisztere és a Fudzsivara család egyik ágának, az Icsidzsónak a vezetője. Édesanyja Fusimi Kuniie herceg lánya volt.
Gyermekként Maszako hercegnő csodagyereknek számított. Négyéves korára már a Kokin vakasú verseit olvasta, míg ötévesen már saját vaka verseket írt. Hétéves korában már képes volt némi segítséggel klasszikus kínai szövegeket olvasni és tanulmányozni a japán kalligráfiát. Tizenkét éves korára megtanult koton játszani és imádta a Nó drámát. Ő is kitanulta az ikebana és a japán teaszertartás művészetét. A kornak megfelelően himlő elleni védőoltást kapott.
Alkalmasságának csak egy dolog szabott gátat, három évvel idősebb volt Meidzsi császárnál. De ezt a kérdést is megoldották, megváltoztatták a hivatalos születési dátumát 1849-ről 1850-re.
1867. szeptember 2-án lett Meidzsi császár jegyese, ekkor kapta a Haruko (美子) keresztnevet. Amely tükrözte a császárné apró termetét és nyugodt szépségét. A Tokugava Bakufu 15,000 rjó aranyat ígért az esküvőre, és 500 koku-nyi egy évi jövedelmet. De mivel a Meidzsi-restauráció az esküvő előtt történt, így az ígért összeget soha nem kapták meg. Az esküvőt elhalasztották részben Kómei császár és Haruko császárné bátyjának, Icsidzsó Szanejosi gyász időszaka miatt, részben pedig az 1867-es és 1868-as Kiotó körüli politikai zavargások miatt. Házasságot végül 1869. január 11-én kötöttek.
Ő volt az első császárné, aki megkapta mindkét a njógó és a kógó címet (szó szerint a császár feleségét jelenti, lefordítva „császár hitvese”) sok száz év után.
Bár ő volt az első japán császári hitves, aki nyilvános szerepet töltött be. Hamar világossá vált hogy a Haruko császárné képtelen teherbe esni. Meidzsi császárnak már tizenöt gyermeke volt az udvarhölgyeitől. Ahogy az már régóta szokás volt a japán monarchiában, Meidzsi császár legidősebb ágyastól született gyermekét, Josihito-t örökbe fogadta. Így Josihito lett a hivatalos trónörökös. Meidzsi császár halála után Taisó császárként foglalta el a trónt.

## Császár hitvese
1869. november 8-án a császárné elköltözött Kiotóból az új fővárosba, Tokióba. A hagyományoktól egy kicsit eltérően, Meidzsi császár ragaszkodott ahhoz hogy ő, csak úgy mint az udvarhölgyek részt vegyenek a császárnak Japán helyzetéről és a tengerentúli országok fejlesztéseiről tartott ismeretterjesztő előadásokon.
1886-tól a császárné és kísérete kizárólag nyugati stílusú ruhákat hordott a nyilvánosság előtt. 1887-ben kiadott egy memorandumot is erről a témáról. Véleménye szerint a hagyományos japán öltözék alkalmatlan a modern életben, valójában a nyugati stílusú öltözék közelebb áll az ókori japán női viselethez, mint a kimonó.
A diplomácia terén is jelen volt a császárné.